# Campionati europei di Formula Kite 2015
I Campionati europei di Formula Kite 2015 si sono svolti a Bozcaada, in Turchia, a luglio 2015.

## Podi
| Evento                 | Oro            | Argento           | Bronzo            |
| Formula Kite Maschile  | Oliver Bridge  | Florian Gruber    | Alejandro Climent |
| Formula Kite Femminile | Elena Kalinina | Anastasia Akopova | Aga Grzymska      |

## Medagliere
| Posiz. | Nazione     | Oro | Argento | Bronzo | Totale |
| ------ | ----------- | --- | ------- | ------ | ------ |
| 1      | Russia      | 1   | 1       | 0      | 2      |
| 2      | Regno Unito | 1   | 0       | 0      | 1      |
| 3      | Germania    | 0   | 1       | 0      | 1      |
| 4      | Spagna      | 0   | 0       | 1      | 1      |
| 4      | Polonia     | 0   | 0       | 1      | 1      |
| Totale | Totale      | 2   | 2       | 2      | 6      |